# Новоаврамівський історико-краєзнавчий музей
Новоаврамівський історико-краєзнавчий музей — історико-краєзнавчий музей у селі Новоаврамівка Хорольського району Полтавської області, перший сільський краєзнавчий музей на громадських засадах на Полтавщині.

## Загальна інформація
Новоаврамівський історико-краєзнавчий музей розпочав діяльність у 1959 році. Засновником і першим директором був Ф. О. Могиленко.
Історія створення і розвитку музею була доволі складною. Спершу він нагадував звалище нікому не потрібних речей у сільському будинку культури і займав лише одну кімнату. Та завдяки наполегливості Могиленка і громадськості села, під музей було надано старе приміщення сільської ради. Директор музею систематизував експонати — і перша експозиція вміщала їх майже 500.
У 1969 році музею було надано статус народного.
З травня 1979 року музей з оновленою експозицією обладнано в окремому приміщенні.
У 2004 році він став філіалом Хорольського районного краєзнавчого музею.

## Експозиція
Експозиція музею міститься на площі близько 250 м2. Налічує 5 тис. експонатів.
У теперішній час (2010-ті) в музейному закладі функціонують 6 виставкових залів:
1. Природа і далеке минуле рідного краю.
2. Початок ХХ століття і створення колгоспу «Червона зірка».
3. Українська самобутність.
4. Етнографія.
5. Друга світова війна і період відбудови колгоспу.
6. Колгосп «Червона зірка» в 60-80-х роках.